# 山口洋子
山口洋子（1935年5月10日—2014年9月6日），是出生於日本的女作家及作詞家，1985年獲頒直木獎。

## 生平
山口洋子出生於愛知縣名古屋市，曾入讀京都女子高等學校但中途退學，並前往東京尋找機會發展。1957年時獲選入東映的「東映新面孔計劃」受訓，後來在銀座的開設了一間會所「姬」並且擔任女優，由於她了得的交際手腕，贏得了不少顧客的口碑，也吸引了很多知名人士光顧。
1968年起開始從事寫作的工作，她先從填詞歌手著手，1970年與內山田洋&Cool Five合作完成首作《流言中的女人》，因而認識了重新在歌壇發展的五木宏，山口洋子並為他提議採用現時的藝名，後來山口為五木創作了大量的歌曲，包括《橫濱的黃昏》、《夜空》、《故鄉》、《千曲川》等，其中《千川曲》更令五木宏於當年獲得日本唱片大獎。1998年，她憑寫給山川豐的《美國橋》，首次獲得日本作詞大獎最優秀作品獎。
2014年9月6日因呼吸衰竭於東京一間醫院內逝世，享壽77歲，同年獲日本唱片大賞追頒的「特別功勞獎」。